# Physalaemus cuqui
Physalaemus cuqui é uma espécie de anfíbio da família Leptodactylidae.
Pode ser encontrada nos seguintes países: Argentina, Bolívia e possivelmente no Paraguai.
Os seus habitats naturais são: florestas secas tropicais ou subtropicais, matagal árido tropical ou subtropical, matagal húmido tropical ou subtropical, marismas intermitentes de água doce, terras aráveis, pastagens, lagoas, terras irrigadas e canais e valas.